# Антисемитизм в Великобритании
Антисемитизм в Соединённом Королевстве относится к ненависти и дискриминации в отношении евреев в Великобритании.

## История антисемитизма в Соединённом Королевстве
С момента прибытия евреев в Англию вскоре после Норманнского завоевания в 1066 году евреи подвергались дискриминации. Самое раннее еврейское поселение было зарегистрировано около 1070. Евреи, живущие в Англии приблизительно со времен правления короля Стефана, подвергались религиозной дискриминации, и считается, что кровавый навет, который обвинил евреев в ритуальном убийстве, возник в Северной Англии и привёл к массовой резне и усилению дискриминации.

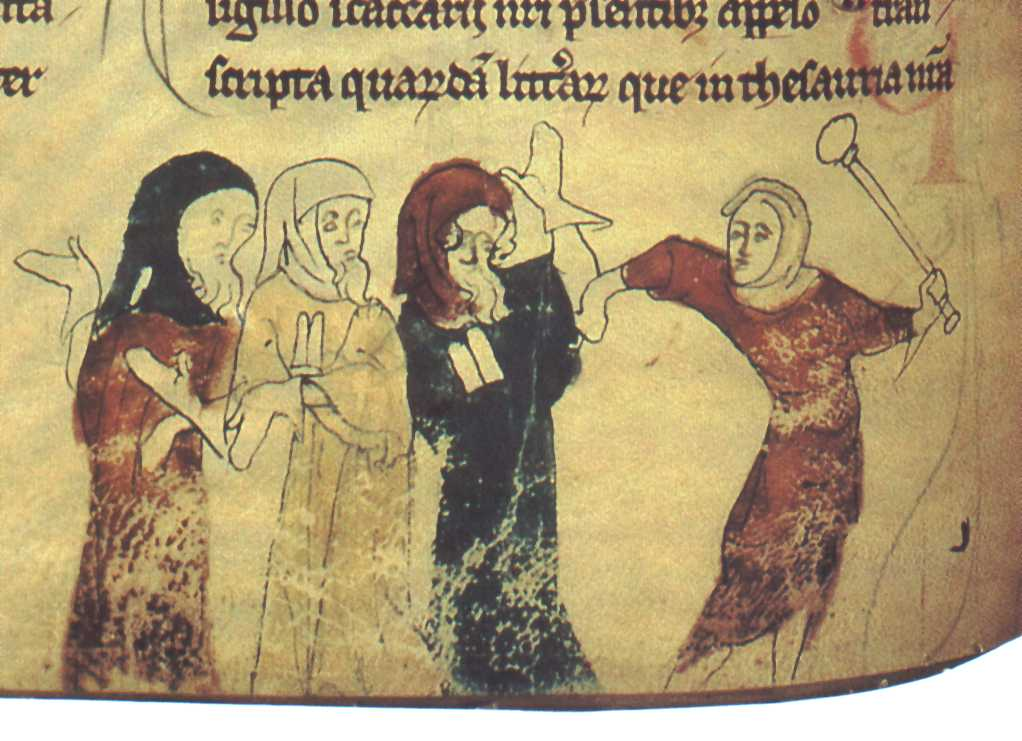
Одно из самых ранних изображений евреев, преследуемых в Англии с XIII века

Одним из худших образцов раннего английского антисемитизма был Йоркский погром в Клиффорд Тауэр в 1190 году, в результате которой около 150 евреев покончили с жизнью или были сожженны в башне. Еврейское присутствие в Англии продолжались до Указа короля Эдуарда I об изгнании в 1290 году.
Самые ранние зарегистрированные изображения антисемитизма в царском налоговом учёте за 1233.
Евреи были возвращены в Соединённое Королевство при участии Оливера Кромвеля в 1655 году, хотя считается, что крипто-евреи жили в Англии во время изгнания. Евреи регулярно подвергались дискриминации и унижениям, которые то возрастали, то убывали на протяжении веков, постепенно сокращаясь вследствие коммерческих, благотворительных и спортивных вкладов евреев в историю страны.

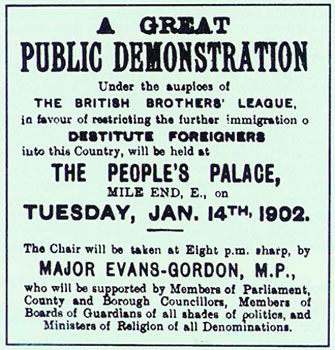
Плакат лиги Братьев, с 1902, направленный на прекращение Еврейской иммиграции в восточной части Лондона

В конце XIX—начале XX веков число евреев в Великобритании значительно выросло из-за эмиграции из России. Крупное сообщество сформировалось в Ист-энде (Лондон). Антиэмигрантские настроения распалял Британский союз фашистов, что завершилось Битвой на Кейбл-стрит в 1936 году, в ходе которой фашисты потерпели поражение от евреев, ирландских докеров, коммунистов и антифашистов на баррикадах.
После Холокоста нескрываемая расовая ненависть к евреям стала неприемлемой в Британском обществе. Однако, вспышки антисемитизма, исходящие от ультраправых групп, продолжались, и привели к формированию 43 Группы, возглавляемой еврейским экс-военнослужащим, которая разогнала фашистские митинги. Крайне правый антисемитизм мотивировался, в основном, расовой ненавистью, а не религиозной ненавистью, которая обвиняет евреев в убийстве Христа.

## Современный антисемитизм в Соединенном Королевстве